# Ōno, Fukui
Ōno (大野市 Ōno-shi) là một thành phố thuộc tỉnh Fukui, Nhật Bản.